# Kricogonia
Kricogonia is een geslacht in de orde van de Lepidoptera (vlinders) familie van de Pieridae (Witjes).
Kricogonia werd in 1863 beschreven door Reakirt.

## Soorten
Kricogonia omvat de volgende soorten:
- Kricogonia cabrerai - Ramsden, 1920
- Kricogonia lyside - (Godart, 1819)